# Suppo II
Suppo II  ( Floruit c. 835 – c. 885), comte italien de la lignée des Supponides.

## Biographie
Suppo II est un membre de la famille des Supponides. Il est le fils d'Adalgis de Spolète et de son épouse inconnue, Engelberge, l'épouse de Louis II d'Italie, est peut-être sa sœur. Il est comte de Parme, Asti et de Turin. Conjointement avec son cousin et homonyme, Suppo III de Spolète, il est l'un des principaux magnats laics d'Italie sous le règne de Louis II.
Suppo II épouse Berta, fille de Wifred Ier (it), comte de Plaisance (843-870),, dont quatre fils :
- Adalgis II (it) (Adalgiso) (mort après 890), comte de Plaisance (880-890) ;
- Harding, évêque de Brescia ;
- Boson, comte de Parme ;
- Wifred II, comte de Plaisance (911–922).

Il laisse également une fille Bertille de Spolète (en) (exécutée pour adultère peu après 910) qui fut la première épouse de Bérenger de  Frioul, le futur roi d'Italie.